# Les Frères Hardy
 (décembre 2016).
Si vous disposez d'ouvrages ou d'articles de référence ou si vous connaissez des sites web de qualité traitant du thème abordé ici, merci de compléter l'article en donnant les références utiles à sa vérifiabilité et en les liant à la section « Notes et références ».
Cet article concerne la série de romans. Pour les autres significations, voir The Hardy Boys.
Pour l’article homonyme, voir Les Frères Hardy (série télévisée).
Les Frères Hardy (The Hardy Boys) sont les héros de plusieurs séries de romans policiers pour la jeunesse du même nom créée par Franklin W. Dixon (pseudonyme collectif de plusieurs auteurs du Stratemeyer Syndicate). Ces séries relatent les enquêtes de Frank et Joe Hardy, deux jeunes frères détectives privés amateurs.
La première série, The Hardy Boys Mystery Stories, est publiée aux États-Unis entre 1927 et 1979 chez Grosset & Dunlap (58 volumes). De nouvelles séries suivent quasiment sans interruption jusqu'en 2012.
En France, la série originale paraît dans la collection Lecture et Loisir aux éditions Charpentier ; les séries suivantes aux éditions Hachette dans la collection Bibliothèque verte et chez Bayard Jeunesse. La série de livres est actuellement commercialisée par les éditions Novel, sous le titre Les Hardy Boys.

## Création collective
Franklin W. Dixon est le pseudonyme collectif de plusieurs écrivains au service de la société d’édition d'Edward Stratemeyer, le Stratemeyer Syndicate. Chaque roman était rédigé par un seul auteur, même si les intrigues pouvaient avoir été suggérées par d'autres (notamment Harriet et Edna Stratemeyer, filles d'Edward).
Le premier auteur des Frères Hardy est Leslie McFarlane (1902-1977) : il écrit les volumes 1 à 16 et 22 à 24, entre 1927 à 1945. John Button se charge des volumes 17 à 21. Les auteurs suivants de la première série sont: Harriet S. Adams (25-26, 43), George Waller Jr. (27), Andrew E. Svenson (28 à 30, 45, 48, 50, 52 à 54), William Dougherty (31, 33), Richard Cohen (32), Charles S. Strong (34), John Almquist (35-36), James Duncan Lawrence (37 à 39, 58), James Buechler (40-41), Alistair M. Hunter (42), David Grambs (44), Tom Mulvey (46), Jerrold Mundis (47), Vincent Buranelli (49, 51, 55 à 57).

## Modernisations de la série
Au fil des rééditions, le texte d'origine a été abrégé et modernisé. C’est en 1959 que le Stratemeyer Syndicate décide de mettre au goût du jour les titres déjà parus. Des coupes sont faites dans les descriptions pour accélérer le rythme du récit, les termes et expressions démodés sont actualisés et les histoires sont purgées de tout ce qui serait aujourd’hui qualifié de politiquement incorrect (références aux Noirs, etc.). Certaines histoires sont scindées en deux.
Les auteurs qui se chargent de la révision sont : Harriet S. Adams (1-2), Alistair Hunter (3, 5), James Buechler (4, 11, 14), David Grambs (6, 12, 27, 29), Andrew E. Svenson (7, 23, 26), Anne Shultes (8), Tom Mulvey (9, 10, 13, 15, 18), James D. Lawrence (16-17, 19), Vincent Buranelli (20, 22), Richard Deming (21), Patricia Doll (24) et Priscilla Baker-Carr (24 à 26, 28 à 38).
À partir des années 2000, les nouveaux titres de la série intègrent désormais la mort et le meurtre, ce qui n'était pas le cas jusqu’alors.

## Liste des titres

### The Hardy Boys Mystery Stories(1927–1979)
La série originale des Frères Hardy a été publiée entre 1927 et 1959 chez Grosset & Dunlap, New York, et comprend 58 volumes. La plupart ont été adaptés en français à partir de 1959 par les éditions Charpentier dans la collection Lecture et Loisir.
Depuis 2023, les premiers volumes de la série originale bénéficient d'une nouvelle traduction modernisée, et sont publiés aux éditions Novel.

### The Hardy Boys Mystery Stories(1979–2005)
En 1979, Grosset & Dunlap perd les droits de la série au profit de son concurrent Simon & Schuster. 132 nouveaux volumes seront publiés, ainsi que des séries spin-off (séries dérivées) ou des crossover avec d'autres séries du Stratemeyer Syndicate. En France, une partie de cette nouvelle série a été publiée à partir de 1984 dans la collection Bibliothèque verte des éditions Hachette.

### Autres séries
- Nancy Drew and Hardy Boys Super Sleuths (New York, Wanderer Books, Simon & Schuster, 1981) - crossover avec la série Alice[3] Publié en français sous le titre Alice et les Hardy Boys, super détectives, Hachette, coll. Bibliothèque verte , 1984.
- Nancy Drew and Hardy Boys Super Sleuths, vol. 2 (New York, Wanderer Books, 1984)

## Adaptations
- The Hardy Boys (1956), série télévisée américaine en trente-trois épisodes, constituée de The Mystery of the Applegate Treasure (19 épisodes) et The Mystery of the Ghost Farm (14 épisodes) et diffusée dans le cadre du Mickey Mouse Club, avec Tommy Kirk (Joe Hardy) et Tim Considine (Frank Hardy) ;
- The Mystery of the Chinese Junk (1967), téléfilm américain avec Tim Matheson (Joe Hardy) et Richard Gates (Frank Hardy) - pilote d'une série télévisée annulée ;
- The Hardy Boys (1969), série télévisée d'animation américaine en 34 épisodes diffusée sur ABC ;
- The Hardy Boys/Nancy Drew Mysteries (1977-1979), série télévisée américaine en 46 épisodes diffusée sur ABC avec Shaun Cassidy (Joe Hardy) et Parker Stevenson (Frank Hardy) ;
- Les Frères Hardy (1995), série télévisée franco-canadienne en 13 épisodes, avec Paul Popowich (Joe Hardy) et Colin Gray (Frank Hardy) ;
- Hardy Boys, adaptation en comics édité par Papercutz, scénarisée par Scott Lobdell et dessinée par Paulo Henrique.
- The Hardy Boys, film américain de John Kurzweil avec Andy LaFave et George Mohan (2012)[4].
- The Hardy Men, film américain de Shawn Levy avec Ben Stiller et Tom Cruise prévu pour 2013 (sous réserve).
- Hardy Boys Mysteries, série américaine dont la sortie est prévue pour 2017 (10 épisodes programmés pour la 1re saison). Les épisodes reprendront les romans dans l'ordre chronologique[5].
- The Hardy Boys, série canadienne dont la première saison (13 épisodes) a été diffusée en décembre 2020[6].

### Parodies
- South Park, épisode Le Mystère du caca dans l'urinoir (2006)
- La Cour de récré, épisode T.J et Vince mènent l'enquête (2000)